# Tomás Geraldino
Tomás Geraldino (Sir Thomas Fitzgerald), diplomático, político y financiero (Jerez de la Frontera, 1682 - Jerez de la Frontera, 1755)

## Biografía
De origen irlandés nació en Jerez de la Frontera en 1682, siendo bautizado el 8 de octubre de 1682. Sus padres fueron Jorge Fitzgerald e Isabel de Vargas Croquer, casados en 1681.
Contrajo nupcias en 1703 con Micaela Barreda López, con la que tuvo cuatro hijos: Teresa, Francisco, Miguel José y Josefa.
Ostentó varios cargos como el honorífico de Alcalde de los Hijosdalgos de Jerez, además de Comendador de las órdenes de Santiago, Calatrava y Alcántara.
Apoyado por sectores influyentes en la corte de Felipe V, es nombrado representante de España en el asiento de negros desde 1732 y obtiene el puesto de embajador y ministro plenipotenciario en Londres de 1735 a 1739. Abandonando la embajada ante el estallido de la guerra del Asiento.
Fue durante su ejercicio de embajador en Inglaterra cuando realizó una importante promoción de los vinos de Jerez en la corte. En 1742 es designado consejero del Supremo Consejo de Indias. Realiza posteriormente en Jerez una intensa actividad en los campos vinateros y del urbanismo.
Fallece en Jerez el 16 de junio de 1755, aunque algunos indican el 14 o el 15 de junio. Sus restos están enterrados en la capilla de Las Angustias, de la que fue protector él y otros miembros de la familia Geraldino.